# Ufotable
ufotable, Inc. (яп. ユーフォーテーブル有限会社 ю:фо:тэ:буру ю:гэн гайся) — японская аниме-студия, основанная в октябре 2000 года бывшими сотрудниками подразделения Telecom Animation Film компании TMS Entertainment и расположенная в Накано, Префектура Токио.
В марте 2019 года в прессе появились сообщения о проведении обысков в офисах студии из-за ухода от уплаты налогов. В апреле 2019 года стало известно, что Ufotable должна 400 миллионов иен в виде налогов и подозревается в растрате средств благотворительного аукциона в пользу жертв землетрясения в Тохоку в 2011 году. В 2020 году прокуратура Токио обвинила директора Хикару Кондо в неуплате налогов в размере 139 миллионов иен. 9 июля 2021 года официальные обвинения на сумму 137 млн иен (1,2 млн долларов) были предъявлены компании и её руководителю. Ufotable признали обвинительное заключение и заверили, что компания уже подала исправленную налоговую декларацию и заплатила соответствующую сумму. 17 сентября 2021 года на предварительном заседании Токийского суда Кондо признался в неуплате более 138 миллионов иен и принёс извинения. 10 декабря он был приговорён к 20 месяцам лишения свободы с отсрочкой исполнения на три года.

## Работы

### Телесериалы
| Название                                        | Начало показа   | Завершение показа | Количество эпизодов | Примечание                                                                       | Ссылка |
| ----------------------------------------------- | --------------- | ----------------- | ------------------- | -------------------------------------------------------------------------------- | ------ |
| Weiß Kreuz Glühen                               | 28 ноября 2002  | 20 февраля 2003   | 13                  | Продолжение Weiß Kreuz, совместно с Magic Bus.                                   | [ 8 ]  |
| Dokkoida?!                                      | 5 июля 2003     | 20 сентября 2003  | 12                  | Адаптация ранобэ Таро Ати.                                                       | [ 8 ]  |
| Ninja Nonsense                                  | 8 июля 2004     | 23 сентября 2004  | 12                  | Адаптация манги Рёити Кога.                                                      | [ 8 ]  |
| Futakoi Alternative                             | 7 апреля 2005   | 30 июня 2005      | 13                  | Оригинальная работа. Совместная работа с Feel. и Studio Flag.                    | [ 8 ]  |
| Coyote Ragtime Show                             | 3 июля 2006     | 20 сентября 2006  | 12                  | Оригинальная работа.                                                             | [ 8 ]  |
| Gakuen Utopia Manabi Straight!                  | 8 января 2007   | 26 марта 2007     | 12                  | Оригинальная работа.                                                             | [ 8 ]  |
| Fate/Zero                                       | 1 октября 2011  | 23 июня 2012      | 25                  | Адаптация ранобэ Гэна Уробути. Приквел Fate/Stay Night.                          | [ 8 ]  |
| Kara no Kyoukai                                 | 6 июля 2013     | 28 сентября 2013  | 13                  | Телевизионная адаптация первых четырех и седьмого фильмов The Garden of Sinners. | [ 9 ]  |
| Fate/stay night: Unlimited Blade Works          | 4 октября 2014  | 27 июня 2015      | 25                  | На основе визуальной новеллы Type-Moon.                                          | [ 8 ]  |
| God Eater                                       | 12 июля 2015    | 26 марта 2016     | 13                  | На основе видеоигры Bandai Namco.                                                | [ 8 ]  |
| Tales of Zestiria the X                         | 3 июля 2016     | 29 апреля 2017    | 26                  | На основе видеоигры Bandai Namco.                                                | [ 10 ] |
| Katsugeki/Touken Ranbu                          | 1 июля 2017     | 23 сентября 2017  | 13                  | На основе браузерной видеоигры от Nitroplus.                                     | [ 11 ] |
| «Истребитель демонов»                           | 6 апреля 2019   | 28 сентября 2019  | 26                  | Адаптация манги Коёхару Готогэ                                                   | [ 12 ] |
| «Истребитель демонов: Поезд „Бесконечный“»      | 10 октября 2021 | 28 ноября 2021    | 7                   | Продолжение «Истребителя демонов».                                               | [ 13 ] |
| «Истребитель демонов: Квартал красных фонарей»  | 5 декабря 2021  | 13 февраля 2022   | 12                  | Продолжение фильма «Истребитель демонов: Поезд „Бесконечный“».                   | [ 14 ] |
| Клинок, рассекающий демонов: Тренировка столпов | 12 мая 2024     | 30 июня 2024      | 8                   | Продолжение «Истребитель демонов: Квартал красных фонарей».                      |        |
| Girls' Work                                     | TBA             | TBA               | TBA                 | Оригинальная работа. Совместно с Type-Moon.                                      | [ 15 ] |
| Genshin Impact                                  | TBA             | TBA               | TBA                 | Основан на игре Genshin Impact. Совместно с Hoyoverse.                           |        |

### OVA/ONA
| Название                                                      | Начало показа    | Завершение показа | Эпизоды | Примечания                                                           | Ссылка |
| ------------------------------------------------------------- | ---------------- | ----------------- | ------- | -------------------------------------------------------------------- | ------ |
| «Тристия»                                                     | 23 апреля 2004   | 23 апреля 2004    | 2       | На основе визуальной новеллы Kogado Studio.                          | [ 8 ]  |
| Tales of Symphonia The Animation: Sylvarant Episode           | 8 июня 2007      | 21 декабря 2007   | 4       | На основе видеоигры Bandai Namco.                                    | [ 8 ]  |
| Gakuen Utopia Manabi Straight!                                | 10 октября 2007  | 10 октября 2007   | 1       | Специальный эпизод для Gakuen Utopia Manabi Straight!.               | [ 8 ]  |
| God Eater                                                     | 28 сентября 2009 | 28 сентября 2009  | 1       | Приквел God Eater.                                                   | [ 16 ] |
| Toriko                                                        | 12 октября 2009  | 12 октября 2009   | 1       | На основе манги Мицутоси Симабукуро.                                 | [ 8 ]  |
| Yawarakame                                                    | 1 декабря 2009   | 25 мая 2010       | 26      | Оригинальная работа.                                                 | [ 17 ] |
| Tales of Symphonia: The Animation Tethe'alla Episode          | 25 марта 2010    | 25 февраля 2011   | 4       | Сиквел Tales of Symphonia The Animation: Sylvarant Episode.          | [ 8 ]  |
| Yuri Seijin Naoko-san                                         | 18 декабря 2010  | 15 февраля 2012   | 2       | На основе манги Kashmir.                                             | [ 8 ]  |
| The Garden of Sinners: Epilogue                               | 2 февраля 2011   | 2 февраля 2011    | 1       | Эпилог к серии фильмов The Garden of Sinners.                        | [ 8 ]  |
| Tales of Symphonia: The Animation The United World Episode    | 23 ноября 2011   | 23 октября 2012   | 3       | Сиквел Tales of Symphonia: The Animation Tethe'alla Episode.         | [ 8 ]  |
| Minori Scramble!                                              | 15 февраля 2012  | 15 февраля 2012   | 1       | Адаптация манги Микагэ Тихайи.                                       | [ 8 ]  |
| Gyo: Tokyo Fish Attack                                        | 15 февраля 2012  | 15 февраля 2012   | 1       | На основе манги Дзюндзи Ито.                                         | [ 18 ] |
| Fate/stay night: Unlimited Blade Works - sunny day            | 7 октября 2015   | 7 октября 2015    | 1       | Альтернативное окончание для Fate/stay night: Unlimited Blade Works. | [ 8 ]  |
| Fate/Grand Order x Himuro no Tenchi: 7-nin no Saikyō Ijin-hen | 31 декабря 2017  | 31 декабря 2017   | 1       | На основе манги Эйтиро Масимы.                                       | [ 19 ] |
| Today's Menu for the Emiya Family                             | 25 декабря 2018  | 1 января 2019     | 13      | Адаптация манги TAa.                                                 | [ 20 ] |

### Фильмы
| Название                                          | Релиз            | Примечания | Ссылка |
| ------------------------------------------------- | ---------------- | --- | ------ |
| The Garden of Sinners: Overlooking View           | 1 декабря 2007   | Адаптация ранобэ Киноко Насу, 1-й фильм из серии.                                                              | [ 21 ] |
| The Garden of Sinners: A Study in Murder – Part 1 | 29 декабря 2007  | Второй фильм из серии The Garden of Sinners.                                                                   | [ 21 ] |
| The Garden of Sinners: Remaining Sense of Pain    | 9 февраля 2008   | Третий фильм из серии The Garden of Sinners.                                                                   | [ 21 ] |
| The Garden of Sinners: The Hollow Shrine          | 24 мая 2008      | Четвёртый фильм из The Garden of Sinners.                                                                      | [ 21 ] |
| The Garden of Sinners: Paradox Spiral             | 16 августа 2008  | Пятый фильм из серии The Garden of Sinners.                                                                    | [ 21 ] |
| The Garden of Sinners: Oblivion Recording         | 20 декабря 2008  | Шестой фильм из серии The Garden of Sinners.                                                                   | [ 21 ] |
| The Garden of Sinners: A Study in Murder – Part 2 | 8 августа 2009   | Седьмой фильм из серии The Garden of Sinners.                                                                  | [ 21 ] |
| Sakura no Ondo                                    | 29 октября 2011  | Оригинальная работа.                                                                                           | [ 8 ]  |
| The Garden of Sinners: Future Gospel              | 28 сентября 2013 | Восьмой фильм из серии The Garden of Sinners.                                                                  | [ 21 ] |
| Majocco Shimai no Yoyo to Nene                    | 28 декабря 2013  | На основе манги Хирарина.                                                                                      | [ 8 ]  |
| Tales of Zestiria: Dawn of the Shepherd           | 30 декабря 2014  | На основе видеоигры Bandai Namco.                                                                              | [ 22 ] |
| Fate/stay night: Heaven's Feel I. presage flower  | 14 октября 2017  | Адаптация визуальной новеллы от Type-Moon, первый фильм из серии Fate/stay night: Heaven's Feel.               | [ 23 ] |
| Fate/stay night: Heaven's Feel II. lost butterfly | 12 января 2019   | Второй фильм из серии Fate/stay night: Heaven's Feel.                                                          | [ 23 ] |
| Kimetsu no Yaiba: Kyōdai no Kizuna                | 29 марта 2019    | Компиляция первых пяти эпизодов «Истребителя демонов».                                                         | [ 24 ] |
| Fate/stay night: Heaven's Feel III. spring song   | 15 августа 2020  | Третий фильм из серии Fate/stay night: Heaven's Feel.                                                          | [ 25 ] |
| «Истребитель демонов: Поезд „Бесконечный“»        | 16 октября 2020  | Продолжение «Истребителя демонов».                                                                             | [ 26 ] |
| «Истребитель демонов: Деревня кузнецов»           | 3 февраля 2023   | Компиляция из последних двух эпизодов арки «Квартал красных фонарей» и первого эпизода арки «Деревня кузнецов» | [ 27 ] |
| Katsugeki/Touken Ranbu                            | TBA              | Связано с Katsugeki/Touken Ranbu.                                                                              | [ 28 ] |

### Игры
- Gods Eater Burst (2010)
- Black Rock Shooter: The Game (2011)
- Tales of Xillia (2011)
- Tales of Xillia 2 (2012)
- God Eater 2 (2013)
- Tales of Zestiria (2015)
- Tales of Berseria (2016)
- God Eater 3 (2019)
- Tales of Arise (2021)
- Demon Slayer: Kimetsu no Yaiba – The Hinokami Chronicles (2021)